# Obîciv, Prîlukî
Obîciv (în ucraineană Обичів) este localitatea de reședință a comunei Obîciv din raionul Prîlukî, regiunea Cernihiv, Ucraina.

## Demografie
Componența lingvistică a localității Obîciv
     Ucraineană (97,57%)
     Rusă (2,11%)
     Alte limbi (0,32%)
Conform recensământului din 2001, majoritatea populației localității Obîciv era vorbitoare de ucraineană (97,57%), existând în minoritate și vorbitori de rusă (2,11%).